# 32387 D'Egidio
32387 D'Egidio è un asteroide della fascia principale. Scoperto nel 2000, presenta un'orbita caratterizzata da un semiasse maggiore pari a 3,1773155 au e da un'eccentricità di 0,1315931, inclinata di 5,93227° rispetto all'eclittica.
L'asteroide è dedicato all'insegnante statunitense Michael D'Egidio.